# Дьяков, Таричан Михайлович
Таричан (Торичан) Михайлович Дьяков (1897—1939) — руководящий сотрудник органов охраны правопорядка СССР, старший майор милиции (1936). Расстрелян в 1939 году, реабилитирован посмертно.

## Биография
Родился в дворянской семье. Отец — врач и революционер М. А. Дьяков, внучатый племянник (по матери отца) М. А. Бакунина. Мать — акушерка. Дед — помещик. Брат — А. М. Дьяков — народный комиссар здравоохранения Таджикистана и заведующий Организационным отделом Таджикского обкома партии. Жена — Любовь Иосифовна Крейз, сотрудница Иностранного отдела ОГПУ. Окончил 6-летнее Тверское реальное училище. Учился 2 года на горном отделении Томского технологического института. Окончил 6-месячную 3-ю Петергофскую школу прапорщиков в 1917 году. Член РСДРП(б) с 1917 г.
В 1918 году командир взвода Красной гвардии, сотрудник газеты «Известия Тверского совета», в РККА. Участник боёв на Восточном фронте с частями Чешского корпуса. В феврале-августе 1919 году инструктор НКВД Украины. В 1919—1920 годах секретарь Особого отдела ВЧК. С августа 1919 г. в отделениях военной контрразведки особых отделов Западного и Туркестанского фронтов. В 1922—1923 годах возглавлял экспедицию Туркестанского фронта по установлению власти  большевиков на Памире, начальник особого отдела Памирского отряда. Помогал устанавливать власть большевиков в Таджикистане.
В 1923—1926 годах в центральном аппарате ОГПУ СССР. Начальник 2-го отделения Восточного отдела. С 1926 начальник секретного отдела, начальник информационного отдела полномочного представительства ОГПУ в Средней Азии. С 6 ноября 1929 до 1930 года начальник Восточного отдела ОГПУ СССР. С 15 сентября 1930 до 1931 года помощник, заместитель начальника Особого отдела, начальник 3-го отдела/отделения (борьба с националистической и «восточной» контрреволюцией, со всеми видами шпионажа со стороны государств Востока и наблюдение за соответствующими посольствами, консульствами и национальными колониями в СССР) ОГПУ СССР. С 1931 года заместитель полномочного представителя ОГПУ / Управления НКВД по Крыму. С апреля 1935 года до 1937 года помощник, заместитель начальника, с августа 1937 года начальник отдела уголовного розыска Главного управления рабоче-крестьянской милиции НКВД СССР. В частности, вёл дело уволенного  13 июня 1937 года из НКИД СССР бывшего генконсула СССР в Урумчи Г. А. Апресова. По требованию заместителя наркома НКВД СССР Л. Н. Бельского добивался от Апресова признаний в шпионаже в пользу Британии. 
Арестован 26 июля 1938 года. Описан в мемуарах Д. А. Быстролётова как сокамерник. Внесен в список Л.Берии-А.Вышинского от 7 апреля 1939 года по 1-й категории. Приговорён к ВМН ВКВС СССР 19 апреля 1939 года по обвинению в "шпионаже и участии в контр-революционной организации в органах НКВД" к расстрелу. Расстрелян в день вынесения приговора. Место захоронения - могила невостребованных прахов №1 крематория  Донского кладбища города Москвы. Реабилитирован посмертно 31 марта 1956 года ВКВС СССР.

## Семья
- Отец — Михаил Александрович Дьяков (1869—1920), сын  Александр Николаевич Дьяков (1835—1915), племянника М. А. Бакунина  по матери Варваре Александровне, урожденной Бакуниной (1812—1864), и Елизаветы Эрнестовны урождённой Пфингстен  (1842—?)[6]
- Мать — Александра Петровна Дьякова, урождённая ?[6]
- Жена — Любовь Иосифовна Крейз (1908—?), сотрудница Иностранного отдела ОГПУ, уволена из органов в 1938 году, в связи ? с арестом мужа[2].
  - Сын — Юрий Таричанович Дьяков (1932—2017), миколог

## Отзывы современников
Сокамерник Д. Быстролётов вспоминал:

Дьяков от природы резкий, подозрительный и жесткий человек, проходил тяжелейшие допросы и ожидал расстрела в самое ближайшее время. Следствие уже заканчивалось, он должен был подписать дело о предательстве Родины, терроре, шпионаже и диверсиях… Его нервы были истрепаны вконец побоями и ожиданием смерти… Только раз Дьяков вернулся [ с допроса] необычно оживленный, я бы сказал радостный: глаза у него блестели, на щеках играли малиновые пятна. На удивление нам, он вошел и расхохотался…
— Я завалил своего следователя! — торжествующе объявил он. — Мерзавец оформил меня на расстрел, но заболел дней на десять. и за это время я успел связаться с другим следователем и дать второму следователю на первого срочные показания: впутал в свое дело, и сегодня у нас была очная ставка. Его привели без пояса и без петлиц на рубахе, с изуродованным лицом. На ставке я дал новому следователю подробнейшие улики!… Через неделю ночью дверь раскрылась…
— С вещами… Позади четверо солдат. Все ясно. Дьяков отскакивает к задней стене и приживается к ней спиной. Лицо его медленно наливается кровью. Глаза безумно блестят.
— Да здравствует Советская власть! — кричит он на всю тюрьму.
Солдаты врываются в камеру. Яростная борьба. Стол опрокинут. Куски хлеба и масла топчутся сапогами. Сиплое дыхание..
— Да здравствует…
— За горло его бери, Иван… за горло…
— Ленин.

— Я говорю. за горло бери… Я держу руки… — И Ста… — Волоки вон… Загибай руку… Руку держи! Потом быстрый топот за дверью. Всё.

## Адрес
Москва, улица Кропоткинская, дом 31, квартира 60.

## Звания
- старший майор милиции, 11 июля 1936.

## Награды
- знак «Почетный работник ВЧК-ОГПУ (V)»[8]
- 07.12.1930 — орден Трудового Красного Знамени Таджикской ССР[8]
- 20.12.1932 — знак «Почетный работник ВЧК-ОГПУ (XV)»[8]
- 13.11.1937 — орден Красной Звезды[8]